# Dorothea Vonmentlen
Dorothea Vonmentlen (* um 1535; heimatberechtigt in Altdorf; † (nach) 1576) war eine eidgenössische Heilkundige und Ärztin. Sie gilt als erste namentlich bekannte Urner Ärztin.
Dorothea Vonmentlen war die Tochter des Landarztes Peter Siegel und der Spesa Hofstetter. Sie heiratete 1554 den Landesfürsprecher und Ratsherren Fridolin von Mentlen. Zu gleicher Zeit nahm sie ihre Tätigkeit als Heilkundige und Ärztin auf. Über ihre Ausbildung ist nichts bekannt, vermutlich hat sie heilkundliche Kenntnisse vom Vater erworben. Vonmentlen wurde Mitglied der Urner Kommission, die erkrankte Personen auf Aussatz begutachtete. In Altdorf betreute sie die Familie des spanisch-mailändischen Gesandten Ascanio Marso als Hausärztin. Der Apotheker Renward Cysat besorgte ihr Medikamente aus Italien. Im Jahr 1576 wurde Vonmentlen letztmals als Ärztin erwähnt.

## Belege
1. 1 2  Eliane Latzel: Dorothea Vonmentlen. In: Historisches Lexikon der Schweiz.  15. April 2005.

| Personendaten    | Personendaten                                                   |
| ---------------- | --------------------------------------------------------------- |
| NAME             | Vonmentlen, Dorothea                                            |
| ALTERNATIVNAMEN  | Mentlen, Dorothea von (Ehename); Siegel, Dorothea (Geburtsname) |
| KURZBESCHREIBUNG | eidgenössische Heilkundige und Ärztin                           |
| GEBURTSDATUM     | um 1535                                                         |
| STERBEDATUM      | nach 1575                                                       |